# Rosa Buchthal
Pour les articles homonymes, voir Buchthal.
Rosa Buchthal, née le 31 juillet 1874 à Marsberg et morte le 31 décembre 1958 à Amsterdam, est une femme politique allemande du Parti démocrate allemand et une militante des droits des femmes. Elle est la première femme à siéger à la magistrature de Dortmund en 1919.

## Biographie

### Jeunesse et famille

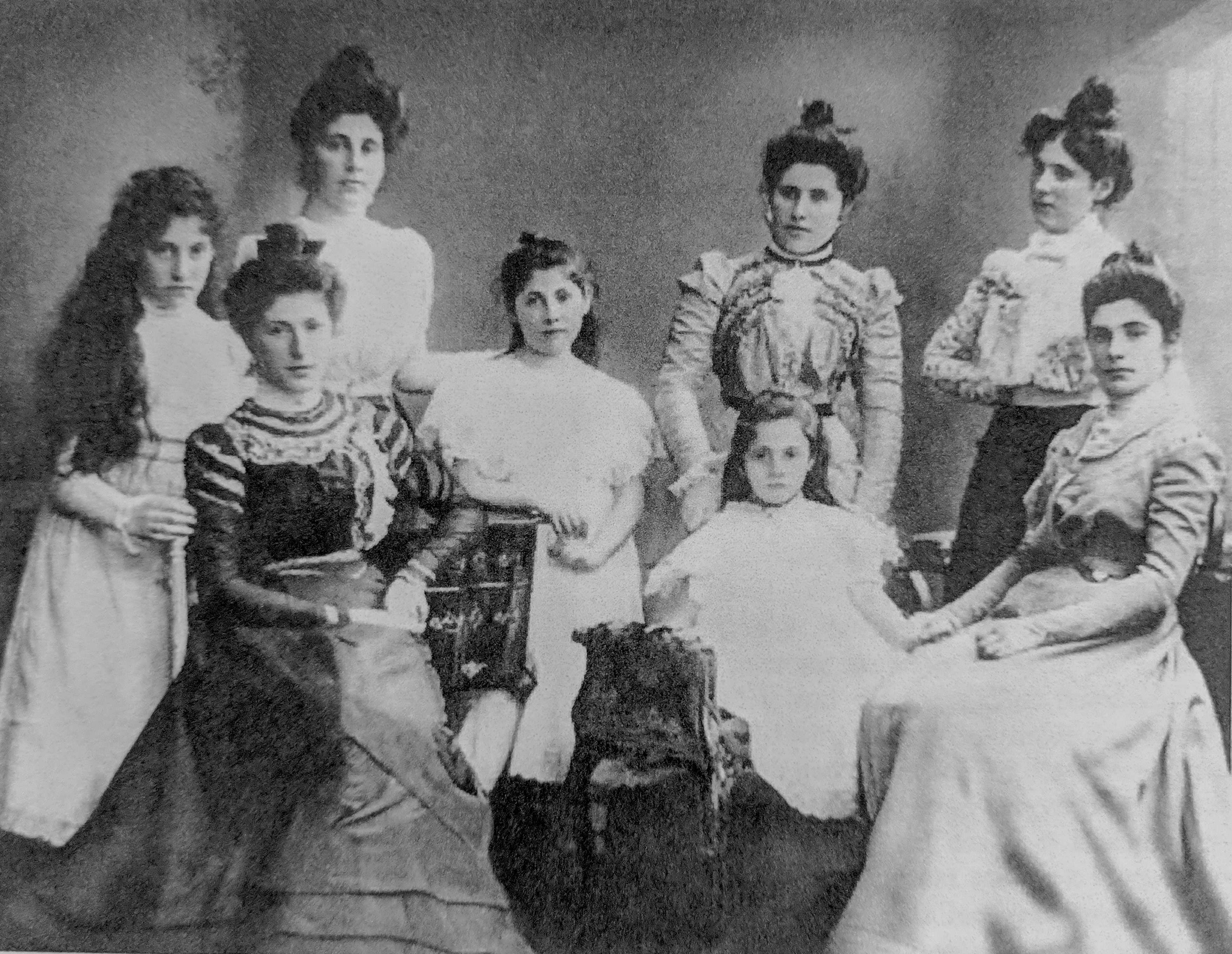
Rosa Buchthal (à droite) avec ses frères et sœurs, vers 1895.

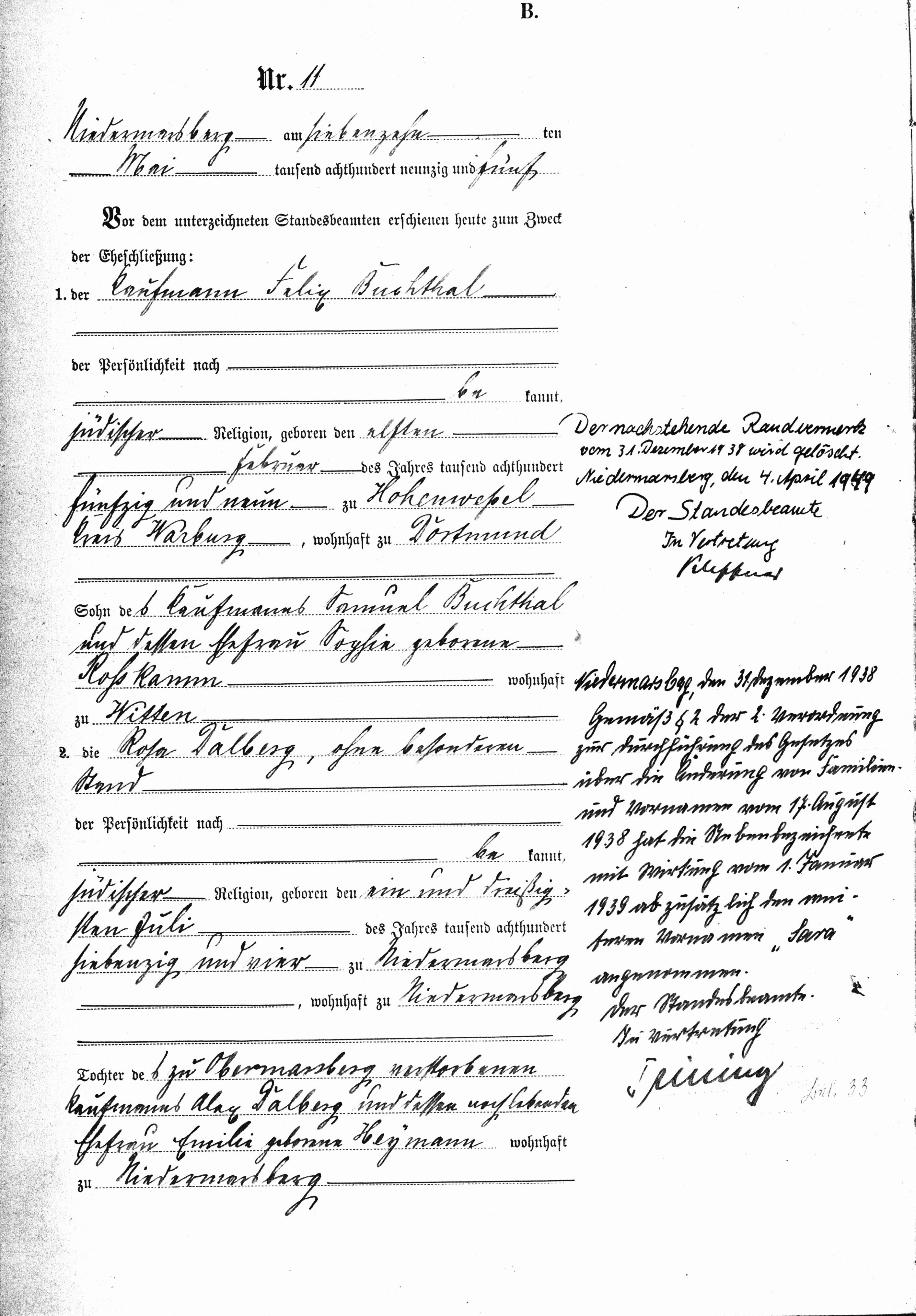
Acte de mariage de 1895.

Rosa Dalberg est née le 31 juillet 1874 à Marsberg dans la région du Sauerland. Elle est l'aînée des huit filles d'un couple de commerçants juifs, Emilie Heymann et Abraham/Alexander Dalberg. Après avoir fréquenté l'école de filles de Marsberg, elle épouse Felix Buchthal (?-1921), propriétaire d'une entreprise de torréfaction de café « Buchthal & Comp, Handel mit Kaffee und Schokolade » à Dortmund, également de confession juive. Contrairement à l'usage de l'époque, Rosa Buchthal ne devient pas femme au foyer, mais co-dirige l'entreprise qui possède plusieurs succursales dans la ville. Elle donne naissance à deux enfants, Alice (née le 17 février 1896) et Arnold Buchthal (de) (né le 18 novembre 1900).

### Militante féministe
La ville de Dortmund se développe durant le dernier quart du XIXe siècle pour devenir une métropole de 142 000 habitants en 1900 avec une grande activité politique. Des cercles de femmes se forment dans le but d'accroître leur participation à la vie sociale et politique, et en particulier d'obtenir le droit de vote. En 1908, Rosa Buchthal fonde, avec d'autres femmes, l' « Association des femmes libérales » (Verein liberaler Frauen), dont elle devient la deuxième présidente deux ans plus tard. Elle est également membre du Conseil d'administration de la section de Dortmund de l'Association pour le droit de vote des femmes.

### Élue communale
Avec le début de la Première Guerre mondiale en 1914, le commerce du café se détériore de plus en plus, ce qui donne à Rosa Buchthal du temps pour se lancer en politique. En 1915, elle devient directrice du centre d'information sur les emplois féminins (Auskunftsstelle für Frauenberufe) à la Chambre de commerce de Dortmund et, en 1918, elle devient assistante sociale.
Après la guerre, en 1919, les femmes obtiennent le droit de vote dans le Reich allemand. Rosa Buchthal rejoint le Parti démocrate (DDP), en devient cheffe de département à Dortmund et est élue le 22 septembre 1919 au Magistrat (de) de la ville où elle est conseillère communale chargée du secteur culturel. Jusqu'en 1925, elle est la seule femme au conseil communal. Elle siège jusqu'en 1928 et ne se présente alors plus aux élections pour raisons de santé.

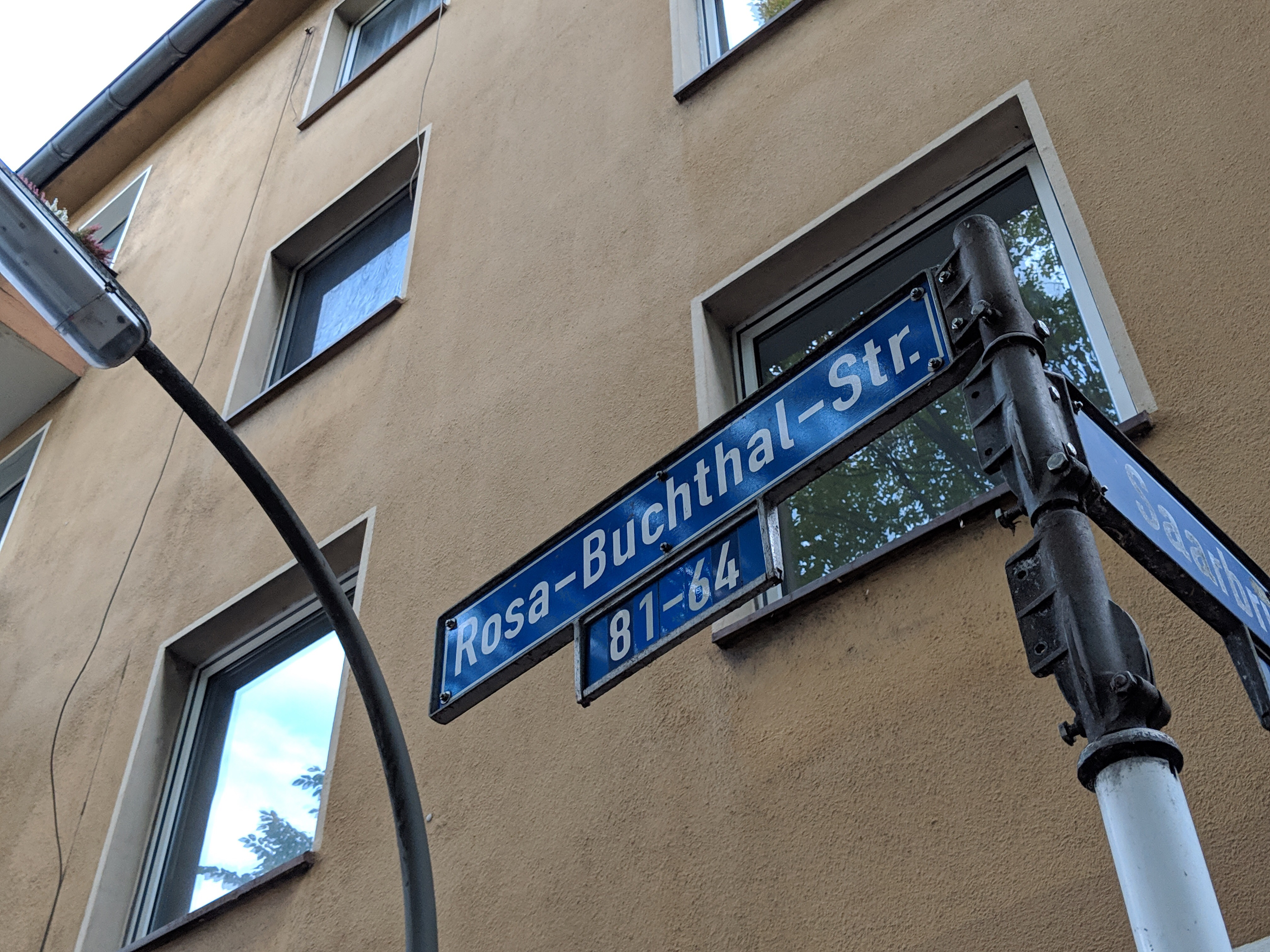
Rosa-Buchthal-Straße, Dortmund.

### Shoah

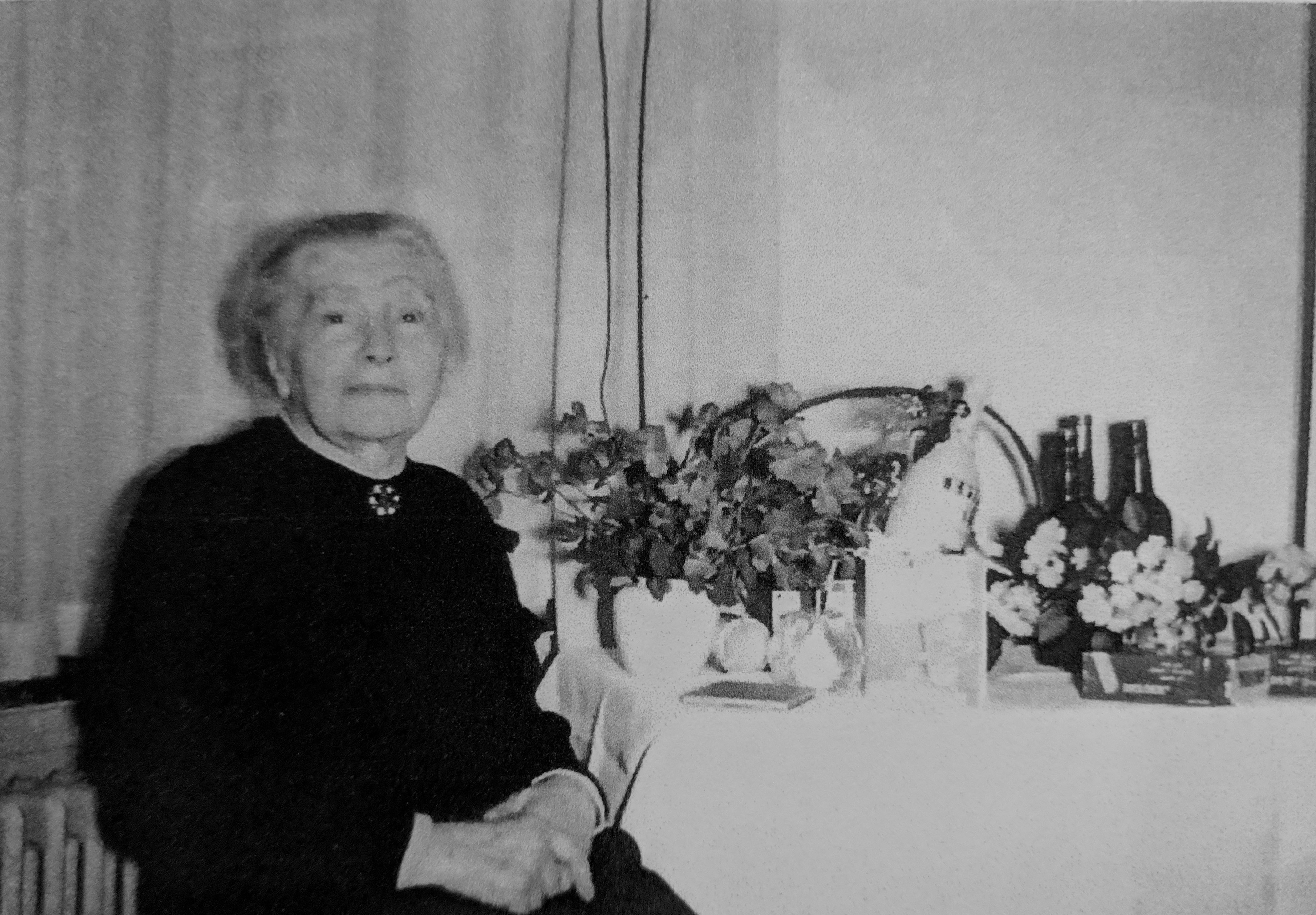
À l'occasion de son 81e anniversaire à Amsterdam, en 1955.

Bien qu'elle n'ait aucune pratique religieuse, Rosa Buchthal est enregistrée comme juive et doit, comme toutes les femmes juives, prendre le prénom supplémentaire de Sara.
Elle reste à Dortmund jusqu'en 1938 mais, après la Nuit de Cristal, décide de fuir aux Pays-Bas, qui ne sont pas encore occupés par les nazis. D'abord refoulée à la frontière près d'Emmerich, elle réussit à entrer dans le pays  le 6 mai 1940, quelques jours avant l’invasion du pays. Rosa Buchthal vit alors dans la clandestinité, cachée par trois femmes dans une ferme près de Doorn.
Victime d'un AVC peu après la Seconde Guerre mondiale, Rosa Buchthal reste en mauvaise santé et décède à Amsterdam en 1958. Elle est enterrée dans cette ville.

### Famille
Arnold, le fils de Rosa Buchthal, est avocat et juge à Dortmund. Il perd ce poste à cause des lois raciales en 1933. En juillet 1939, il envoie ses deux filles Renate et Vera de Vienne où vit désormais la famille, vers l'Angleterre à bord d'un Kindertransport. Vera Buchthal y prend plus tard le nom de Stephanie Shirley. Elle fonde l'une des premières sociétés de logiciels d'Europe en 1962 où elle n'emploie que des femmes. Elle est anoblie par la Reine en raison de son engagement en faveur des personnes autistes,.
Arnold Buchthal survit à la Seconde Guerre mondiale. Il témoigne lors du procès de Nuremberg ainsi que dans le procès Eichmann. Il  devient procureur général de Hesse, puis juge à Darmstadt à partir de 1957.

## Hommages
La Schwanenstrasse, dans le centre-ville de Dortmund, est renommée en l'honneur de Rosa Buchthal en 2010.
La ville de Dortmund crée le prix Rosa Buchthal, attribué pour la première fois en 2021, afin de promouvoir la scène artistique et culturelle locale.

## Sources et bibliographie
- Archives de la ville de Dortmund
- Registre des mariages de Marsberg
- Rosa Buchthal – Archives du district du Hochsauerland, 2012
- Archives privées de Dame Stephanie Shirley

- (de) Katharina Hülscher, « Danach darf ohne weiteres angenommen werden, daß Frau Rosa Buchthal eine erhebliche Rolle im öffentlichen Leben gespielt hat. Rosa Buchthal. Die erste Frau im Dortmunder Magistrat », Beiträge zur Geschichte Dortmunds und der Grafschaft Mark, vol. 112, no 2003,‎ 2003, p. 99-105 (ISBN 978-3-402-26142-2)